# Friedrich Bergius
Friedrich Karl Rudolf Bergius (Wroclaw, 11. listopada 1884. – Buenos Aires, 30. ožujka 1949.) bio je njemački kemičar. Razvio je takozvani Bergiusov proces za sintezu ugljikovodika. Godine 1931. dobio je Nobelovu nagradu za kemiju zajedno s Carlom Boschom za izume i doprinose razvoju industrijskih procesa visokotlačnih kemikalija. 
Tijekom Drugog svjetskog rata surađivao je s njemačkim kemijskim konglomeratom IG Farben, koji je između ostalog proizvodio sramotni plin ciklon B za ubijanje Židova, tako da je nakon rata pobjegao u Argentinu, gdje je bio savjetnik u Ministarstvu industrije.
Bergius je 1913. patentirao Bergiusov proces kojim se tekući ugljikovodici proizvode hidrogeniranjem smeđeg ugljena koji se pak koristi se za proizvodnju sintetičkih goriva. Proces je razvijen i prije poznatog Fischer-Tropschova postupka. Godine 1914., Theodor Goldschmidt pozvao ga je u tvornicu Th. Goldschmidt AG da sagradi tvornicu za sintezu goriva. Proizvodnja se nije održavala do 1919. godine, kada je potreba za gorivom već pala nakon Prvog svjetskog rata. Tehnički problemi, inflacija i kritike prisilili su ga da proda svoje patente BASF-u, gdje je njegov rad nastavio Carl Bosch. Prije Drugog svjetskog rata djelovalo je u nekoliko postrojenja za sintezu benzina s godišnjim kapacitetom od 4 milijuna tona.
Hidroliza pulpe iz drva za proizvodnju šećera bio je težak zadatak Bergiusu. Nakon preseljenja u Heidelberg, proces je počeo poboljšati i planirao industrijsku proizvodnju. Zbog visokih troškova i tehničkih problema gotovo je bankrotirao. Pravosudni dužnosnici čak su ga pratili u ime vjerovnika u Stockholmu da bi dobili novac od njegove Nobelove nagrade za kemiji 1931. godine.
Autarkički pokret u Njemačkoj prije Drugog svjetskog rata potaknuo je izgradnju nekoliko tvornica za proizvodnju šećera. Bergius se preselio u Berlin, gdje je imao samo malu ulogu u razvoju. Njegova kuća i laboratorij u Bad Gasteinu u Austriji, uništeni su u zračnom udaru. Proveo je ostatak rata u Austriji.
Nakon Drugog svjetskog rata i suradnje s IG Farben otišao je iz Njemačke i djelovao kao savjetnik u Italiji, Turskoj, Švicarskoj i Španjolskoj. Konačno je iselio u Argentinu, gdje je služio kao savjetnik Ministarstva industrije. Umro je u Buenos Airesu, gdje je bio pokopan.